# Solenoptera adusta
Solenoptera adusta là một loài bọ cánh cứng trong họ Cerambycidae.